# Enver Bajá
İsmail Enver (اسماعيل انور en el antiguo alfabeto turco otomano) (Estambul, 22 de noviembre de 1881-Dushanbe, Tayikistán, 4 de agosto de 1922), llamado Enver Bajá o Enver Bey por los europeos de su época, oficial del Imperio otomano y líder de la Revolución de los Jóvenes Turcos. Durante su mandato, que incluyó la primera guerra balcánica y la Primera Guerra Mundial, fue conocido en el Imperio otomano como Hürriyet Kahramanı, el «Héroe de la Libertad».

## Primeros años
Enver nació en el seno de una rica familia de Estambul (conocida entonces como Constantinopla) y estudió en Alemania, donde desarrolló un vivo interés por la organización y tácticas del ejército de ese país. A su regreso se alistó en el Ejército otomano, en el que ascendió rápidamente; alcanzó el grado de bajá en 1913, a la edad de 32 años. Probablemente influido por las unificaciones alemana e italiana, Enver se declaró pronto un defensor del Panturquismo, consistente en la unificación de todos los pueblos túrquicos, ya fuera en un único Estado bajo la dinastía osmanlí o en una federación política.
En abril de 1912 el Comité de Unión y Progreso (CUP), más conocido como los Jóvenes Turcos, consiguió una victoria aplastante en las elecciones, pero la pérdida de Libia y el Dodecaneso tras la guerra ítalo-turca de ese año erosionó hasta tal punto el apoyo al partido que este se vio obligado a formar un gobierno de coalición conocido como la Unión Liberal.

## Los Tres Bajás
El 23 de enero de 1913, el CUP dio un golpe de Estado contra la Unión Liberal y la sustituyó por una dictadura militar encabezada por tres bajás: İsmail Enver, Ahmed Djemal y Mehmed Talat. Aunque en teoría el puesto de Enver era únicamente el de ministro de Guerra (cargo que desempeñó entre el 3 de enero de 1914 al 4 de octubre de 1918), en esencia controlaba todo el gobierno, y tanto Cemal como Talat se limitaban a seguir sus directrices en la mayoría de las ocasiones. Ostentaba además el importante cargo de jefe del Estado Mayor, aunque al comienzo de la contienda mundial desatendió las tareas del puesto al hallarse enfrascado en labores diplomáticas.
El nuevo gobierno estrechó lazos diplomáticos con el Imperio alemán y recibió una delegación militar encabezada por el general Otto Liman von Sanders destinada a modernizar el ejército turco, acción que desencadenó las protestas del Imperio ruso.
El 24 de octubre de 1914, Enver se nombró a sí mismo vicegeneralísimo y se convirtió en el único dictador de facto del Imperio otomano. Una semana después ordenó que todos los hombres del Imperio en edad de portar armas se presentasen en las oficinas de reclutamiento, declaró la guerra a los aliados y bombardeó la ciudad de Odesa en una operación conjunta de las flotas turca y alemana. Sin embargo, la decisión de entrar en la guerra de forma tan precipitada se mostró pronto muy poco acertada, pues las oficinas no daban abasto y el reclutamiento de tropas se retrasó durante días. Al mismo tiempo, la falta de mano de obra en los campos causó la ruina de la cosecha de ese año.

## Desastre en Sarikamis
A pesar de las objeciones de von Sanders, İsmail Enver decidió tomar el control del Tercer Ejército y comandar personalmente un gran ataque contra los rusos en el Cáucaso, pero fue totalmente derrotado entre diciembre de 1914 y enero de 1915 en la batalla de Sarikamis. Durante la retirada posterior, numerosos soldados otomanos fueron perseguidos y matados por la espalda por los rusos, convirtiendo la batalla en la que sería la peor derrota de los otomanos durante toda la Primera Guerra Mundial. Enver culpó de esta derrota a los armenios, debido a que algunos de estos habían desertado o colaborado con el enemigo durante las incursiones posteriores que hicieron los rusos en la región. Debido a ello, ordenó que todos los soldados armenios del ejército fuesen desarmados, fusilados o convertidos en peones camineros, y que unos 2000 intelectuales de esta etnia distribuidos a lo largo del país fuesen encarcelados. Estas acciones fueron los primeros pasos del posterior Genocidio Armenio, una de las primeras grandes matanzas étnicas del siglo XX.
Tras el fiasco de Sarikamis, Enver retornó a Constantinopla, donde tomó el mando de las tropas estacionadas en torno a la capital. El 18 de marzo de 1915 los franceses y los británicos lanzaron un ataque sobre los Dardanelos con la intención de capturar la propia capital otomana y forzar a los turcos a pedir la paz. Tan pronto como comenzó la ofensiva, Enver, sintiéndose incapacitado para hacer frente a ella, dejó el mando de sus tropas en manos de von Sanders, que esta vez consiguió una victoria decisiva en la batalla de Galípoli.
En general, İsmail Enver demostró ser un ministro de Guerra poco capaz. Los turcos tuvieron que delegar el mando de sus tropas en oficiales alemanes como el ya citado Otto Liman von Sanders, Erich von Falkenhayn, Colmar von der Goltz o Kress von Kressenstein. Los alemanes también se vieron obligados a transferir suministros, soldados e incluso combustible a los otomanos. Durante la guerra, la diferencia entre lo gastado y producido en el seno del Imperio fue tan acusada que la inflación llegó a superar el 1.600%.

## Últimos años
Tras nuevas derrotas a manos de los británicos en Palestina y Mesopotamia, Enver trató de lograr al menos una victoria contundente en el Cáucaso, donde la rotura del frente oriental y la Revolución rusa de 1917 habían sumido a las tropas rusas en el caos. El bajá intentó tomar de nuevo el mando de las tropas otomanas en la zona, pero esta vez los alemanes se opusieron tan ferozmente a tal idea que no pudo hacer otra cosa sino renunciar. Sin embargo, no se dio por vencido y organizó un ejército de irregulares al que dio el nombre de Ejército del Islam. A comienzos de 1918, las nuevas fuerzas de Enver destrozaron los improvisados ejércitos de la República de Armenia, que había sido fundada ese mismo año, y llegaron a alcanzar Bakú en septiembre, a orillas del mar Caspio. Durante la firma del Tratado de Brest-Litovsk, que sancionaba la paz entre los Imperios Centrales y la recién nacida Unión Soviética, Enver exigió y consiguió la vuelta a manos otomanas de las ciudades de Kars, Batumi y Ardahan, que habían sido cedidas a Rusia en 1878.
Sin embargo, estas victorias no tuvieron un gran efecto en el curso de la guerra, que tras el colapso de Bulgaria, la pérdida de Mesopotamia y la decisiva derrota en la batalla de Megido solo podía considerarse perdida. El 30 de octubre de 1918, el Sultán Mehmed VI firmó un armisticio con los aliados y dos días después el CUP y los tres bajás dimitieron y marcharon al exilio. En el caso de Enver, este se desplazó a Alemania, donde contactó con comunistas como Karl Radek. De acuerdo con Dennis R. Papazian, İsmail Enver fue juzgado in absentia por su participación en el Genocidio Armenio de 1915-1916 y condenado a muerte.
Tras la rendición alemana, decidió huir una vez más con el fin de evitar una posible extradición, viajando esta vez a Moscú, donde ofreció sus servicios a los bolcheviques. Estos, que se encontraban ocupados en plena guerra civil rusa, aceptaron la propuesta y enviaron a Enver al Asia Central con el fin de convencer a los pueblos túrquicos de las bondades del comunismo. Los soviéticos deseaban emplear el prestigio de Enver para socavar el apoyo popular a los basmachí e impedir la intromisión afgana en el territorio en favor de estos. Por aquel entonces los habitantes de las estepas vivían en una serie de Estados, kanatos y emiratos, que ofrecían alternativamente su colaboración a los rojos o a los blancos a cambio de que estos les garantizasen la autonomía. Sin embargo, una vez llegado a su nuevo destino, el antiguo bajá decidió retomar su antiguo sueño pantúrquico y ofreció a las tribus turcas la posibilidad de unirse en un Estado único e independiente de toda interferencia rusa. Enver trató de unir a los distintos grupos antisoviéticos de la región, que combatían separadamente. Pese a que no logró unir a las distintas bandas, en la primavera de 1922 había conseguido dominar todo el este del antiguo emirato de Bujará. Tras rechazar negociar con los soviéticos en mayo, su suerte comenzó a cambiar, tanto por el acoso creciente de estos como por la falta de apoyo de otros grupos basmachí. De esta manera, İsmail Enver traicionó a los bolcheviques y los combatió cuanto pudo en el Asia Central, hasta que murió el 4 de agosto de 1922, cerca de Dusambé (actual Tayikistán), mientras dirigía una carga de caballería contra las filas comunistas.
Sus restos descansan el cementerio adyacente al Monumento de la Libertad en Estambul.